# Madrepora kauaiensis
Espèce
Statut CITES
Madrepora kauaiensis est une espèce de coraux appartenant à la famille des Oculinidae. Selon WoRMS, cette espèce n'est pas valide et correspond à Madrepora oculata Linnaeus, 1758.